# Fraccionamiento la Virgen
Fraccionamiento la Virgen är en ort i Mexiko.   Den ligger i kommunen Panotla och delstaten Tlaxcala, i den sydöstra delen av landet, 90 km öster om huvudstaden Mexico City. Fraccionamiento la Virgen ligger 2 240 meter över havet och antalet invånare är 1 518.
Terrängen runt Fraccionamiento la Virgen är platt söderut, men norrut är den kuperad. Runt Fraccionamiento la Virgen är det tätbefolkat, med 383 invånare per kvadratkilometer. Närmaste större samhälle är Tlaxcala de Xicohtencatl, 7,8 km öster om Fraccionamiento la Virgen. Omgivningarna runt Fraccionamiento la Virgen är en mosaik av jordbruksmark och naturlig växtlighet.